# NGC 7558
NGC 7558 est une galaxie lenticulaire située dans la constellation de Pégase. Sa vitesse par rapport au fond diffus cosmologique est de 8 444 ± 42 km/s, ce qui correspond à une distance de Hubble de 124,5 ± 8,8 Mpc (∼406 millions d'al). NGC 7558 a été découverte par l'astronome allemand Albert Marth en 1864.

## Groupe compact de Hickson 93

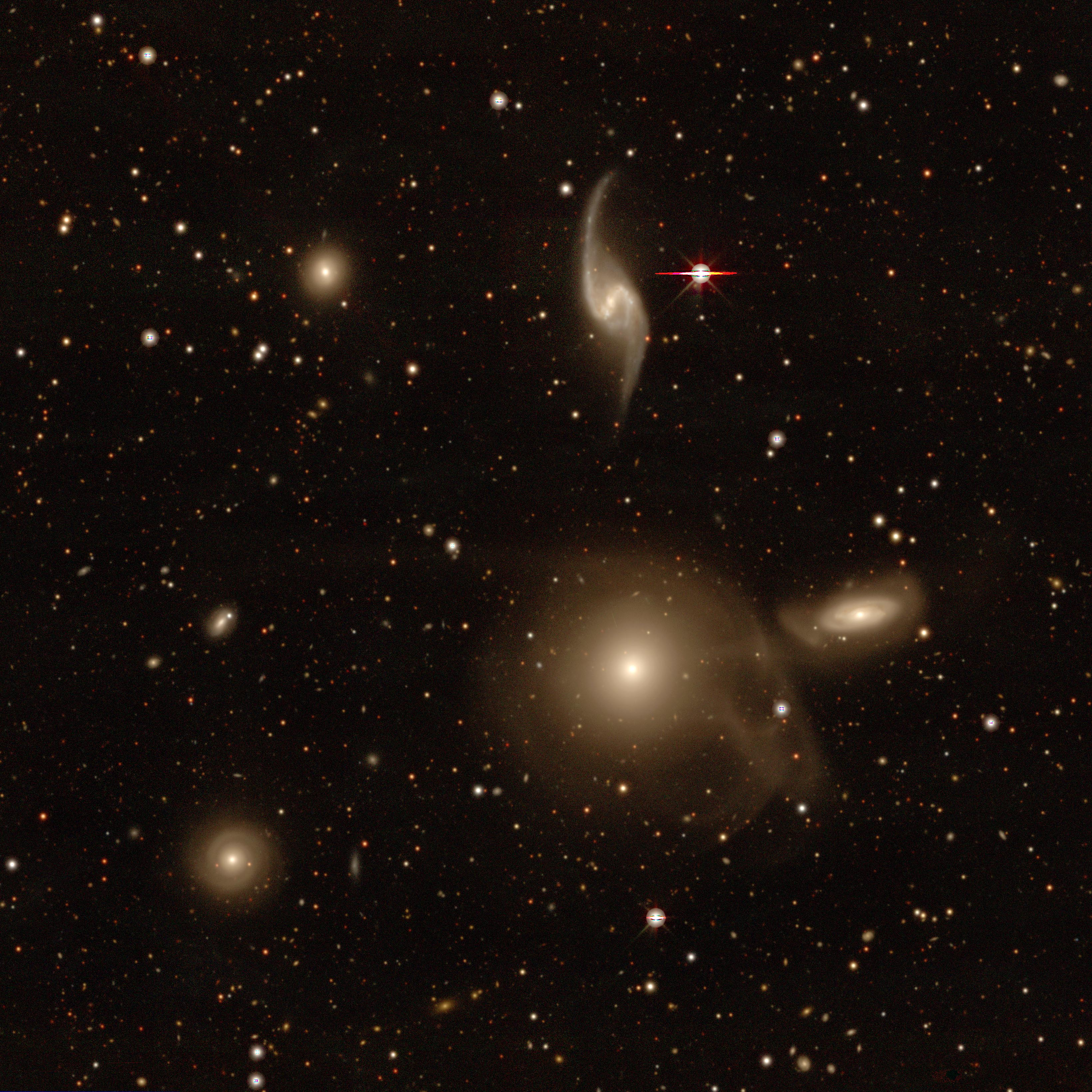
Le groupe compact de Hickson 93 par le projet « Legacy Surveys DR10 ».

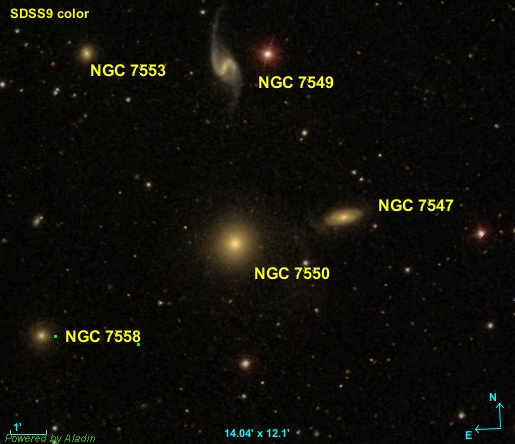
Les cinq galaxies membres du groupe compact de Hickson 93

NGC 7558 est membre du groupe compact de Hickson 93 (HCG 93). Ce groupe de galaxies compte au total cinq galaxies. Les autres galaxies du groupe sont NGC 7547, NGC 7549, NGC 7550 et NGC 7553, aussi nommées HCG 93C, B, A et D,.